# جیپنی
جیپنی، (به انگلیسی: Jeepney) خودرویی است، که در جنگ جهانی دوم از سال ۱۹۴۵ تاکنون در فیلیپین تولید شده‌است. طراحی آن خودروهای موتور جلو-محور عقب می‌باشد. سیستم جعبه‌دندهٔ آن نیز، به صورت دستی است.
جیپنی‌ها رایج‌ترین وسیلهٔ حمل و نقل عمومی در فیلیپین هستند. در اصل با ایده از جیپهای نظامی آمریکا باقی‌مانده از جنگ جهانی دوم ساخته شده‌اند و در حال حاضر به یکی از نمادهای فرهنگ فیلیپین تبدیل شده‌اند. از ویژگی‌هایشان می‌توان تزیینات با زرق و برق زیاد و جادار بودن را اسم برد.

## نگارخانه

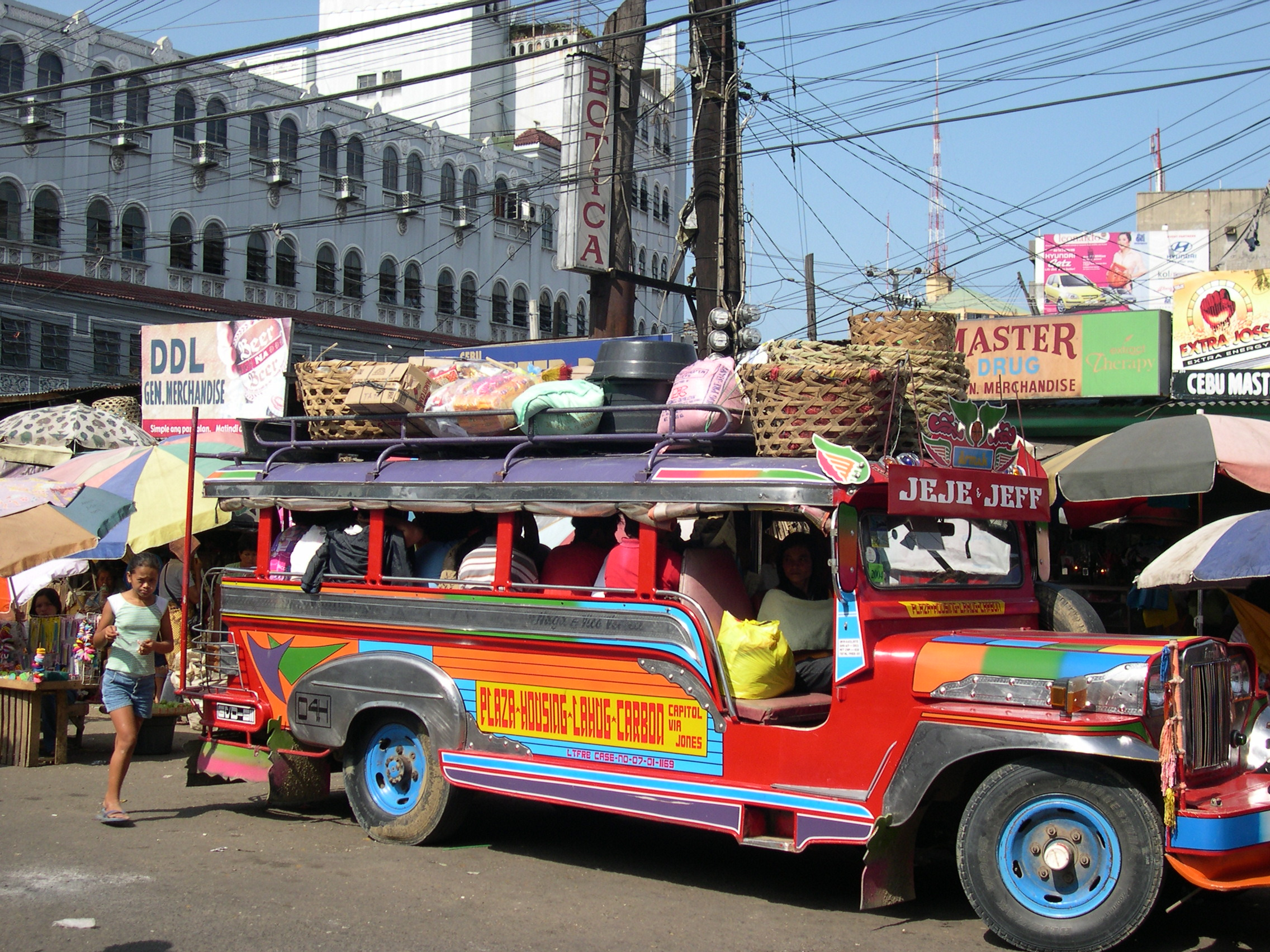
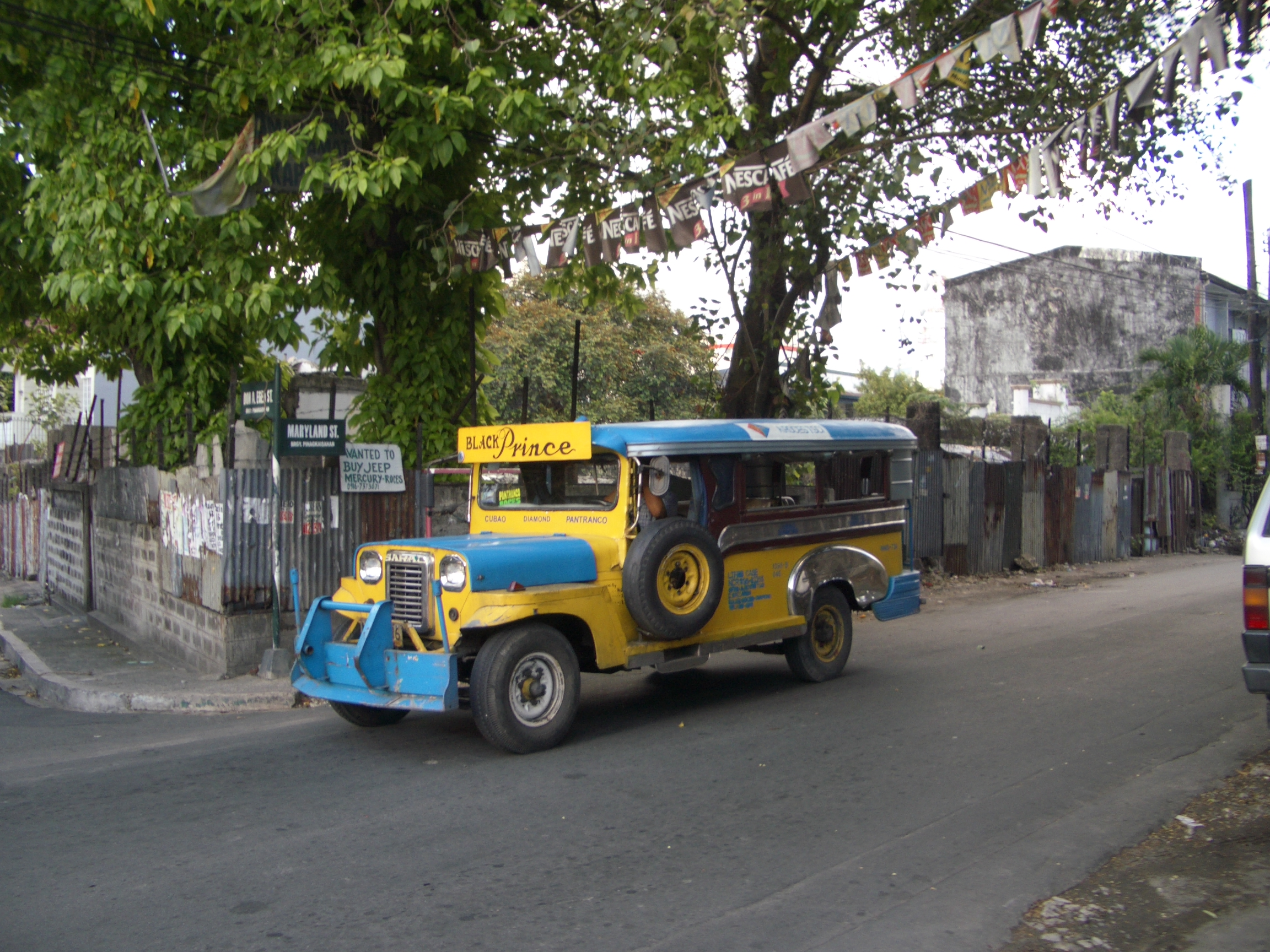
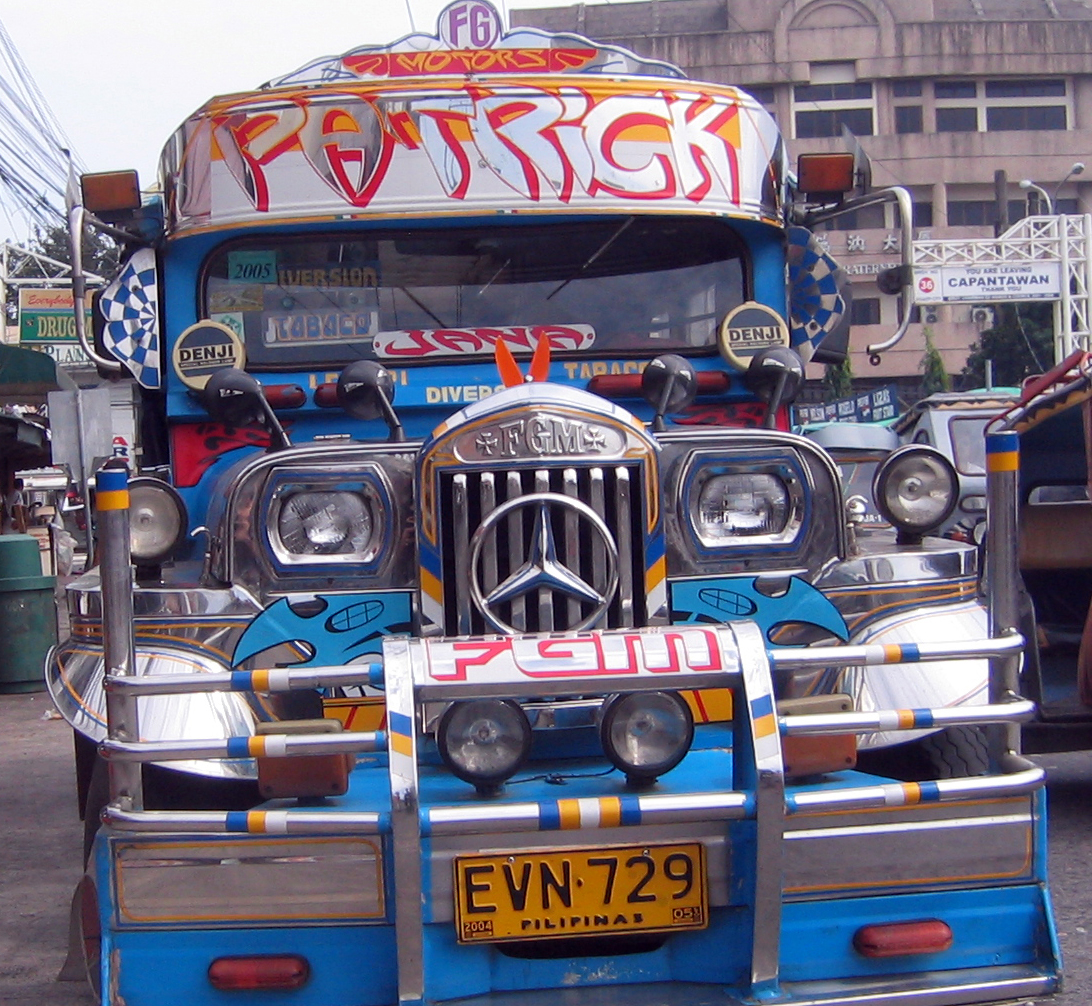
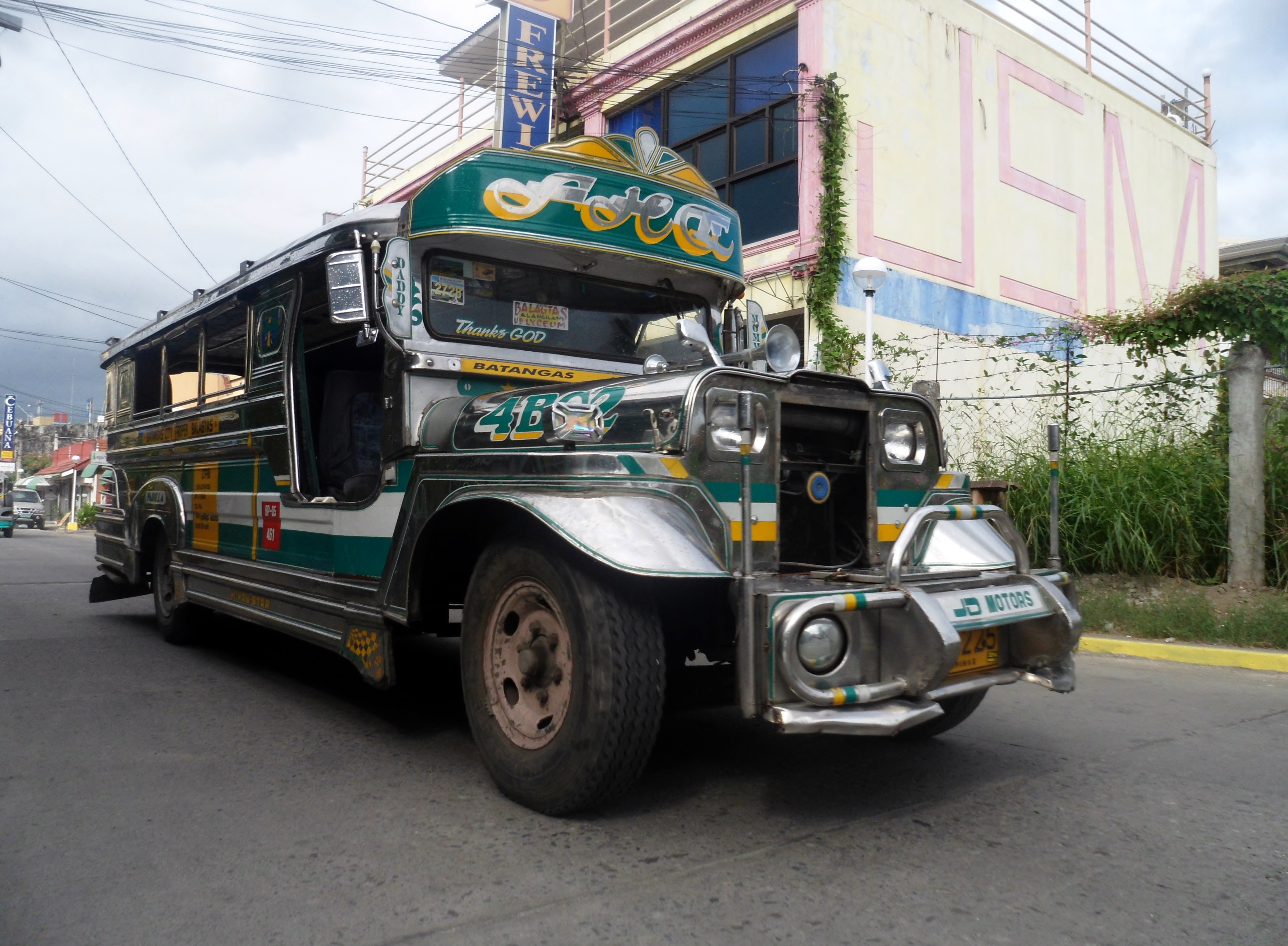
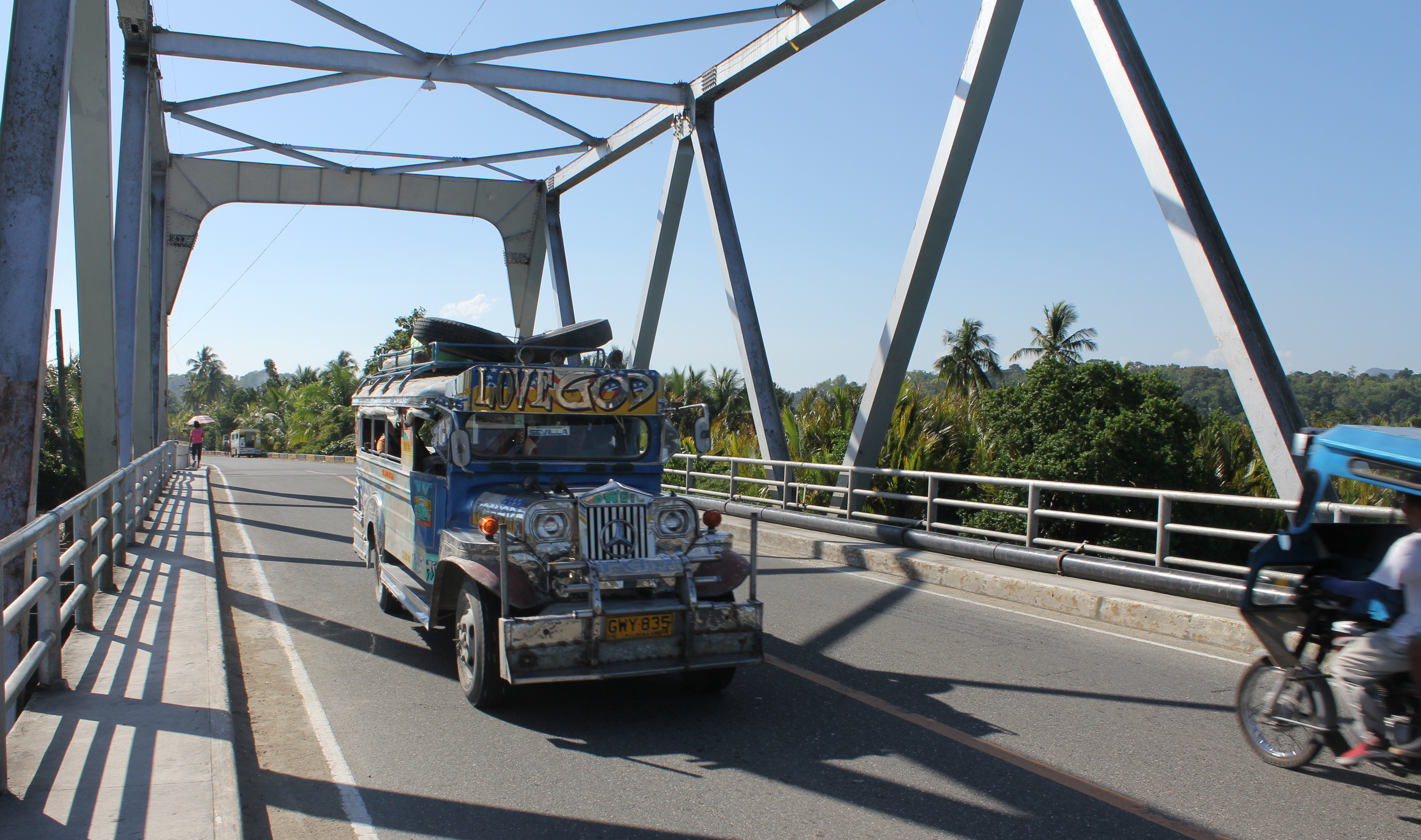
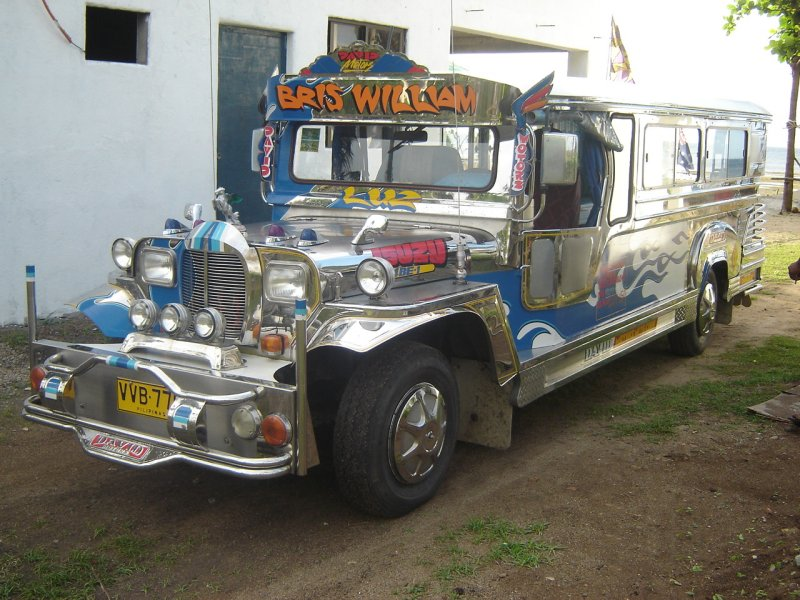